# Miro à menton noir
Leucophantes brachyura
Genre
Espèce
Statut de conservation UICN

 LC  : Préoccupation mineure
Le Miro à menton noir (Leucophantes brachyura) est une espèce de passereau de la famille des Petroicidae.

## Répartition
Il vit en Nouvelle-Guinée.

## Habitat
Il habite les forêts humides tropicales et subtropicales de basse altitudes.

## Sous-espèces
Il existe 3 sous-espèces :
- L. b. brachyura (Sclater,PL) 1874
- L. b. albotaeniata (Meyer,AB) 1874
- L. b. dumasi Ogilvie-Grant 1915